# 클라이드 코원

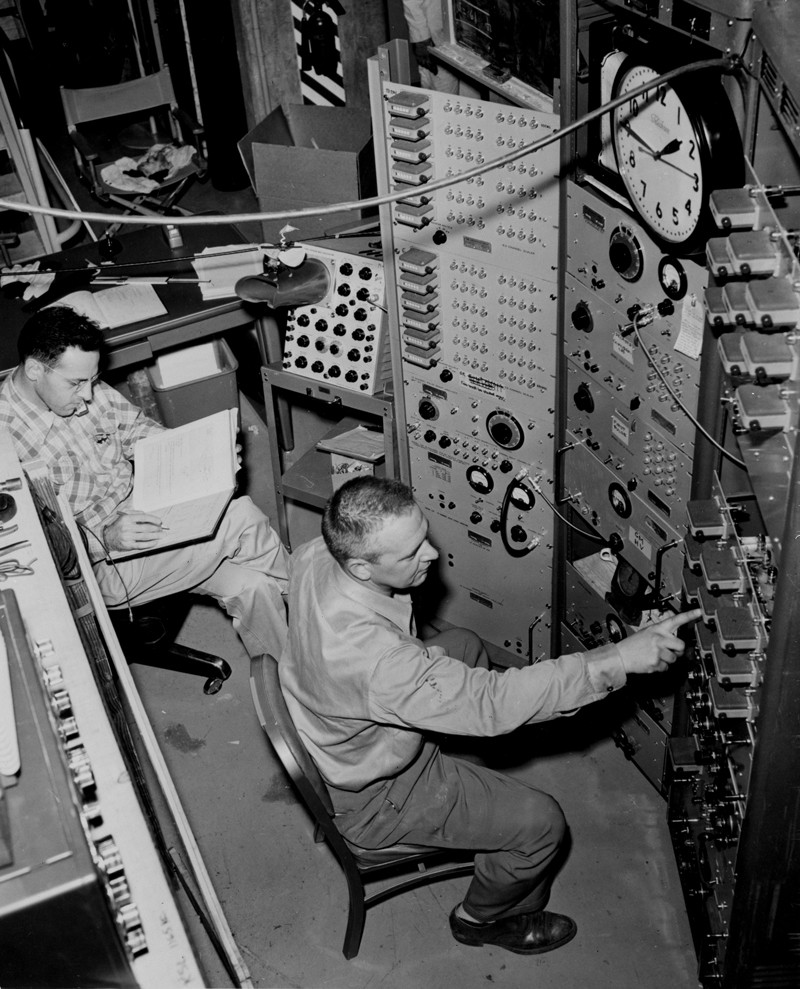

클라이드 로레인 코원 주니어(영어: Clyde Lorrain Cowan Jr, 1919년 12월 6일 ~ 1974년 5월 24일)는 프레데릭 라이너스와 함께 중성미자를 공동 발견한 미국의 물리학자이다. 발견은 1956년 중성미자 실험에서 이루어졌다.
미시간주 디트로이트에서 4남매 중 장남으로 태어난 코원의 가족은 미주리주 세인트루이스로 이사하여 공립학교 에서 교육을 시작했다. 미주리 주 롤라에 있는 미주리 광산 및 야금 학교에 다니는 동안 코원은 1939 – 부터 1940년까지 Missouri Miner 신문의 편집장이었고 1940년에 화학 공학 학사 학위 를 받았다.
코원은 미국 육군 공군의 대위 였으며 제2차 세계 대전 에서 동성훈장을 획득했다.
GI Bill 의 혜택을 받아 코원은 미주리주 세인트루이스에 있는 Washington University에서 석사 학위와 박사 학위를 받았다. 1949년. 그런 다음 그는 뉴멕시코에 있는 Los Alamos Scientific Laboratory의 직원으로 합류하여 프레데릭 라이너스를 만났다.
1951년 중성미자를 발견하기 위해 카원-라이너스 중성미자 실험 을 시작했다. 중성미자는 베타 붕괴를 통해 가설적으로 생성되었기 때문에 두 사람은 사우스캐롤라이나주 에이켄 에 있는 사바나 강 식물 을 잠재적 중성미자의 원천으로 사용했다. 그 쌍은 몇 달 동안 데이터를 수집했고 1956년에 그들이 확실히 중성미자를 관찰했다는 결론을 내렸고 1956년 7월 20일 사이언스에 그들의 작업을 발표했다.